# Sycophante
Un sycophante (en grec ancien "συκοφάντης" / "sukophántês") est, dans l'Athènes antique, un délateur professionnel.

## Étymologie
La composition du mot est simple : il vient de σῦκον / sũkon, « figue », et de φαίνω / phaínô, « découvrir ».
En revanche, son origine est obscure dès l'Antiquité. Plutarque rapporte l'explication selon laquelle ces délateurs s'en prenaient aux exportateurs de figues hors de l'Attique, l'exportation étant alors illégale. Cependant, si l'on connaît des mesures restrictives sur l'exportation de produits agricoles, souvent attribuées à Solon, aucune ne porte sur les figues. On a proposé de voir dans le sycophante celui qui « montre les figues » cachées par un voleur dans ses vêtements. Les figues étant des fruits de grande consommation et de faible valeur marchande, du moins en Attique, le sycophante serait alors celui qui n'hésite pas à dénoncer le vol de choses sans valeur. Enfin, le sycophante pourrait être le dénonciateur de ceux qui volent les figues des figuiers sacrés : les vols de figues étaient fréquents en Attique, « et ce qui le prouve, c’est qu’il y avait des gardiens des figues » (en grec συκωροί) aux dires de Julius Pollux.

## Le sycophante dans le système juridique athénien
L’existence de délateurs professionnels s’explique par les particularités du système juridique athénien. À partir du Ve siècle av. J.-C., la principale juridiction est l’Héliée, un tribunal populaire constitué de 6 000 citoyens tirés au sort. En l’absence de ministère public, on compte sur le civisme populaire pour la dénonciation des crimes. Les actions sont divisées en deux classes : la δίκη / díkê (action privée) suppose un intérêt à agir, en opposition à la γραφή / graphế (action publique) peut être le fait de tout citoyen, qui assume donc le rôle du ministère public. S’il remporte son procès, l’accusateur perçoit une partie de l’amende versée par celui qui est condamné : dans le cas d’infraction aux lois sur le commerce, les douanes ou les mines, la prime s’élève, au Ve siècle, aux trois quarts de l’amende infligée, et au IVe siècle av. J.-C., à la moitié.
Les sycophantes sont donc des individus qui lancent des accusations non pas dans un esprit de civisme, mais dans le seul but de s’enrichir : ils constituent une perversion du système. Le terme est clairement injurieux dès l’Antiquité : Démosthène les traite ainsi de « chiens du peuple ». Le système athénien tente de s'en protéger en condamnant à de fortes amendes ceux qui lancent des accusations infondées. Les accusateurs dont l’action n’a été soutenue que par un cinquième des voix de l’Héliée sont également frappés d’atimie (privation des droits civiques) partielle : on leur retire leur droit d’accuser. Malgré ces sanctions, les sycophantes mènent souvent des carrières assez lucratives. Platon, dans une description de l'homme esclave de ses désirs, lequel est amené à se procurer de l'argent par n'importe quel moyen, les décrit ainsi : « Il leur arrive, s'ils sont doués pour la parole, de se faire sycophantes ; ils produisent de faux témoignages et se laissent corrompre par des pots-de-vin. »

## De la satire à la réflexion politique
Les sycophantes ont été la cible favorite des railleries des auteurs comiques. Aristophane en particulier met en scène un sycophante dans Les Acharniens : en pleine guerre du Péloponnèse, le héros Dicéopolis, qui a conclu une paix privée avec Sparte, voit le « marché libre » qu’il a ouvert menacé par l’arrivée de Nicarchos, un sycophante qui veut dénoncer toutes les marchandises venues du territoire ennemi. Outré, Dicéopolis rosse le délateur, le ficelle et le vend à un marchand béotien en guise de :

« vase à brasser les infamies,

mortier pour touiller les procès

poubelle à éplucher les comptes,

bassine à brouiller les affaires ! »

Le Béotien l’assure en effet que les sycophantes, spécialité athénienne, sont inconnus à Thèbes : il pourra gagner de l’argent en l’exhibant comme une curiosité. Dans Les Cavaliers, Aristophane évoque le vent redoutable qu'il nomme plaisamment le « sykophantias » et devant lequel il vaut mieux carguer les voiles...
Le problème général des confiscations de biens, source d'appauvrissement et de dissensions au sein des communautés, a suscité la réflexion d’Aristote qui a fustigé « l’impudence des démagogues ». Dans sa Politique, il a envisagé les dispositions à prendre pour mettre un terme aux sinistres activités des sycophantes. Afin d’assurer la stabilité politique des régimes populaires qu'il appelle « démocraties », Aristote, insiste sur la nécessité de ne pas partager les biens des riches malgré les dénonciations des démagogues : « Il faut, dans les démocraties, ménager les riches en s'abstenant de soumettre au partage non seulement leurs propriétés, mais même leurs revenus, pratique qui s'installe, sans qu'on s’en aperçoive, dans quelques régimes. » Pour éviter les nombreuses confiscations des biens par des démagogues, Aristote propose que le peuple n’en retire plus aucun avantage : « Les citoyens qui se soucient du régime doivent s’opposer à ces excès en faisant promulguer qu’aucun des biens des condamnés ne deviendra propriété de l’État ni ne sera versé au Trésor public, mais sera déclaré sacré ; les coupables n’en seront pas moins sur leurs gardes : ils seront pareillement châtiés ; et la foule, ne devant rien en retirer, votera moins de condamnations contre les accusés. »